# Coprinellus flocculosus
Coprinellus flocculosus là một loài nấm trong họ Psathyrellaceae. Nó được miêu tả đầu tiên là Agaricus flocculosus bởi nhà nấm học Augustin Pyramus de Candolle năm 1815, sau đó được xếp vào chi Coprinellus năm 2001.